# Daniel Holt (Radsportler)
Daniel Holt (* 25. September 1981) ist ein US-amerikanischer Bahn- und Straßenradrennfahrer.
Daniel Holt begann seine Karriere 2006 bei dem US-amerikanischen Continental Team Nerac/OutdoorLights.com. 2008 wechselte er zum  Team Type 1. Dort gewann er die Spinney's Coast to Coast Cycle Challenge in den Vereinigten Arabischen Emiraten. In der Saison 2010 wurde er Dritter beim CSC Invitational und auf der Bahn wurde er US-amerikanischer Meister im Punktefahren.

## Erfolge – Bahn
2010
- US-amerikanischer Meister – Punktefahren

2011
- US-amerikanischer Meister – Punktefahren

2012
- US-amerikanischer Meister – Mannschaftsverfolgung (mit Joe Eldridge, Zak Kovalcik und Zack Noonan)

## Teams
- 2006 Nerac/OutdoorLights.com (ab 10.03.)
- 2007 Nerac Pro Cycling
- 2008 Team Type 1
- 2009 Team Type 1